# 薬王寺 (東金市)

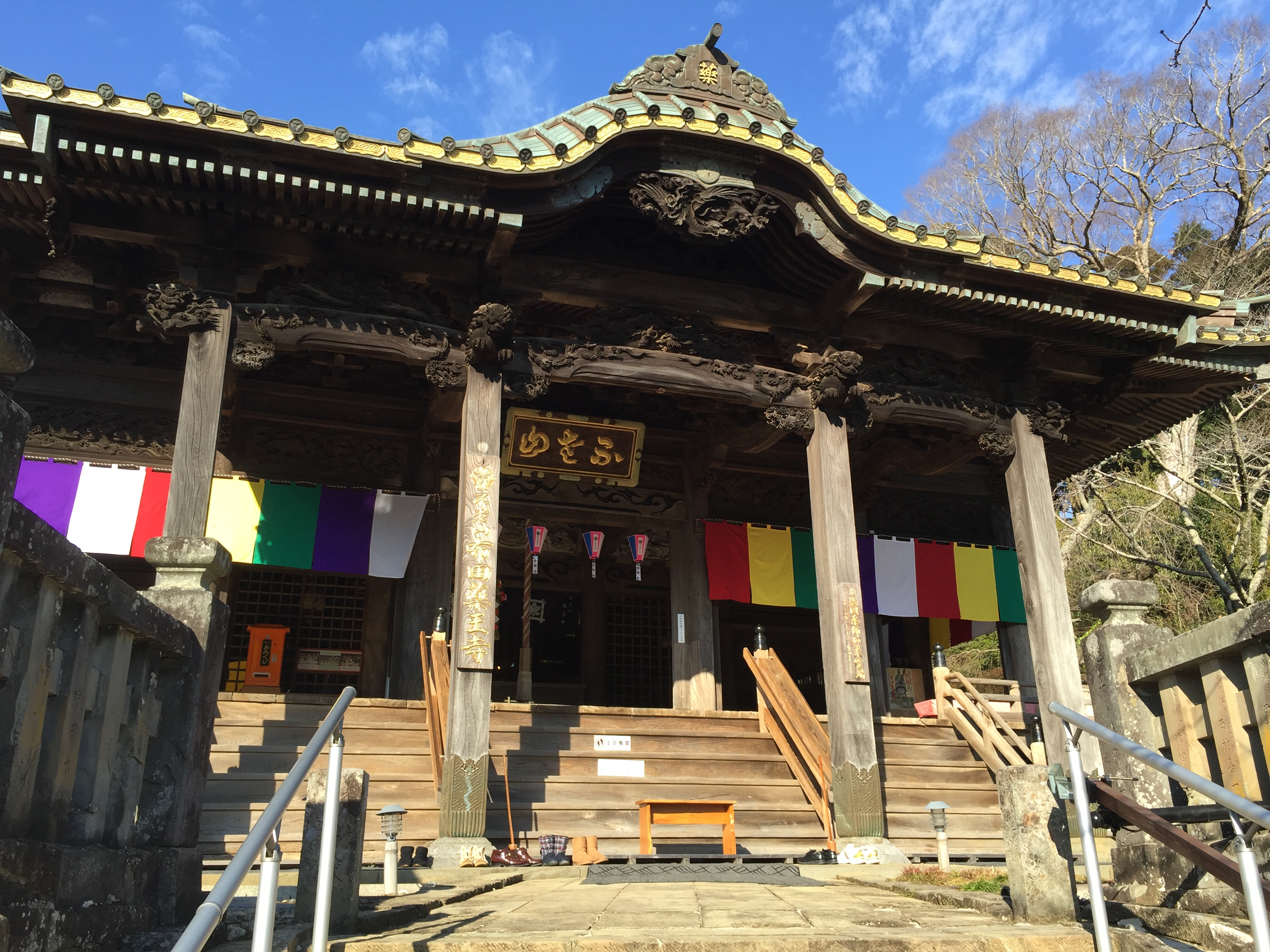

薬王寺（やくおうじ）は、千葉県東金市上布田にある法華系の単立寺院。山号は不老山、正式名称は布田 薬王寺（ふだ やくおうじ）。本尊は薬王瑠璃光如来。「布田の薬師さん」の愛称で親しまれており、県内外から参拝者が訪れる。

## 概要
鎌倉時代の日蓮宗の僧・日常上人（富木常忍）の開基で、「上総国誌」（巻之六）に「元和二年（1616年）酉辰二月八日僧日常ノ開基ナリ。」と記されている。その日常が本尊、薬王瑠璃光如来を伝来したと言われ、寛永年間（1625年）二世日円上人が安置した。江戸時代延享年間（1745年）の火災で古記・什宝などを失ってしまった。現在の堂宇はその後再建されたものである。
日什門流顕本法華宗に属していたが、顕本法華宗は1941年（昭和16年）日蓮宗、本門宗と合同し新日蓮宗の一員となる。戦後、旧顕本法華宗旧守派が日蓮宗より独立し新顕本法華宗になったが当寺はそれに追従せず、1953年（昭和28年）に独立し単立寺院となった。
山に面した土地柄のため高低差があり脚の不自由な人の参拝が困難だったが、2015年（平成27年）4月に本堂まで車椅子でも参拝できる笑観橋が完成し、2017年（平成29年）3月には境内から山頂にある鐘楼堂までつながる階段が完成。花々が咲く美しい階段となっている。
大本山薬王寺として現在も顕本法華宗の僧侶が大寒の時期に毎年行われる寒行の際は必ず訪れることが常になっている。

## 布田の目薬
三世日正によって製造された霊薬で法華経の「是好良薬（ぜこうろうやく）・今留在日此（こんるざいし）・病即消滅（びょうそくしょうめつ）・不老不死（ふろうふし）」の妙文を感得して調剤したと伝えられ、代々の住職に口伝された家伝の漢方薬である。
戦時中は統制会社に薬の権利を移されその配下にあったものを戦後統制解除され、当山の第三十世「富田日覚上人」が権利を譲り受け社長に就任。1955年（昭和30年）「千葉製薬株式会社布田薬王寺工場」として厚生省（現:厚生労働省）の許可を得て当山境内に工場が建設された。現在は薬事法の関係もあり佐賀製薬株式会社が製法を受け継ぎ製造、当山にて販売されている。

## 行事
- 毎年4月8日は『灌仏会（かんぶつえ）』とも言われる釈迦の誕生日をお祝いする日で、色とりどりの草花で飾った花御堂の中で、甘茶を満たした灌仏桶の中央にお祀りする誕生仏像に柄杓で甘茶をかけて祝う習わしがあり、釈迦生誕時に産湯を使わせるために九頭の龍が天から清浄の水を注いだとの伝説に由来することから、日本ではお祭りの時にこの風習が広まったことに由来している。当山では毎年「花まつり」として祭事を行なっており、参拝者による甘茶かけや当山に所縁のあるミュージシャンによる演奏会、カレーの無料配布（先着順）等を行なっている。また、花まつりの名の通り境内に植えられた桜は見頃をむかえる。

- 毎年9月7、8日に行われる施餓鬼祭は仏教における法会の名称で餓鬼道で苦しむ衆生に食事を施して供養することの総称。特定の先祖への供養ではなく、広く一切の諸精霊に対して修されると言われ、日本では先祖への追善として、盂蘭盆会に行われることが多く盆には祖霊以外にもいわゆる無縁仏や供養されない精霊、戦乱や災害、飢饉等で非業の死を遂げた死者供養として盛大に行われるようにもなったことが由来とされている。その中にあって当山はかつて関東一の施餓鬼祭と言われるほどの賑わいを見せ、観光バスや自家用車で乗り付ける参拝者はもちろん、千葉駅から日向駅まで専用の臨時電車が出たほどで、駅から当山までの参道（約4km）の道のりには数百軒の露天商が並んだと伝えられている。境内のいたるところで演芸の舞台が設けられ、さらには近隣の民家へまでその盛り上がりは飛び火して行われた。宴の後には万葉集に出てくる歌垣（異性への想いを歌にして伝えるなど）にも似た行為が行われていた。現在は以前のような盛り上がりは失われたが、保存会のメンバーが企画・立案した各催し物が行われている。その中の一つである花火大会は山々に囲まれた場所での打ち上げにより音がこだまして迫力あるもので、初秋の花火大会として人気である。

## 所在地
- 千葉県東金市上布田301